# Brachymeles samarensis
Espèce
Statut de conservation UICN

 LC  : Préoccupation mineure
Brachymeles samarensis est une espèce de sauriens de la famille des Scincidae.

## Répartition
Cette espèce est endémique des Philippines. Elle se rencontre dans les îles de Samar, de Leyte, de Tintiman, de Tilmubo, de Lapinig Chico, de Lapinig Grande et dans le Sud de Luçon.

## Étymologie
Son nom d'espèce, composé de samar et du suffixe latin -ensis, « qui vit dans, qui habite », lui a été donné en référence au lieu de sa découverte, l'île de Samar.

## Publication originale
- Brown, 1956 : A revision of the genus Brachymeles (Scincidae), with descriptions of new species and subspecies. Breviora, vol. 54, p. 1-19 (texte intégral).